# Mockrehna
Mockrehna är en kommun och ort i Landkreis Nordsachsen i förbundslandet Sachsen i Tyskland. Kommunen har cirka 5 000 invånare.